# Água ligada

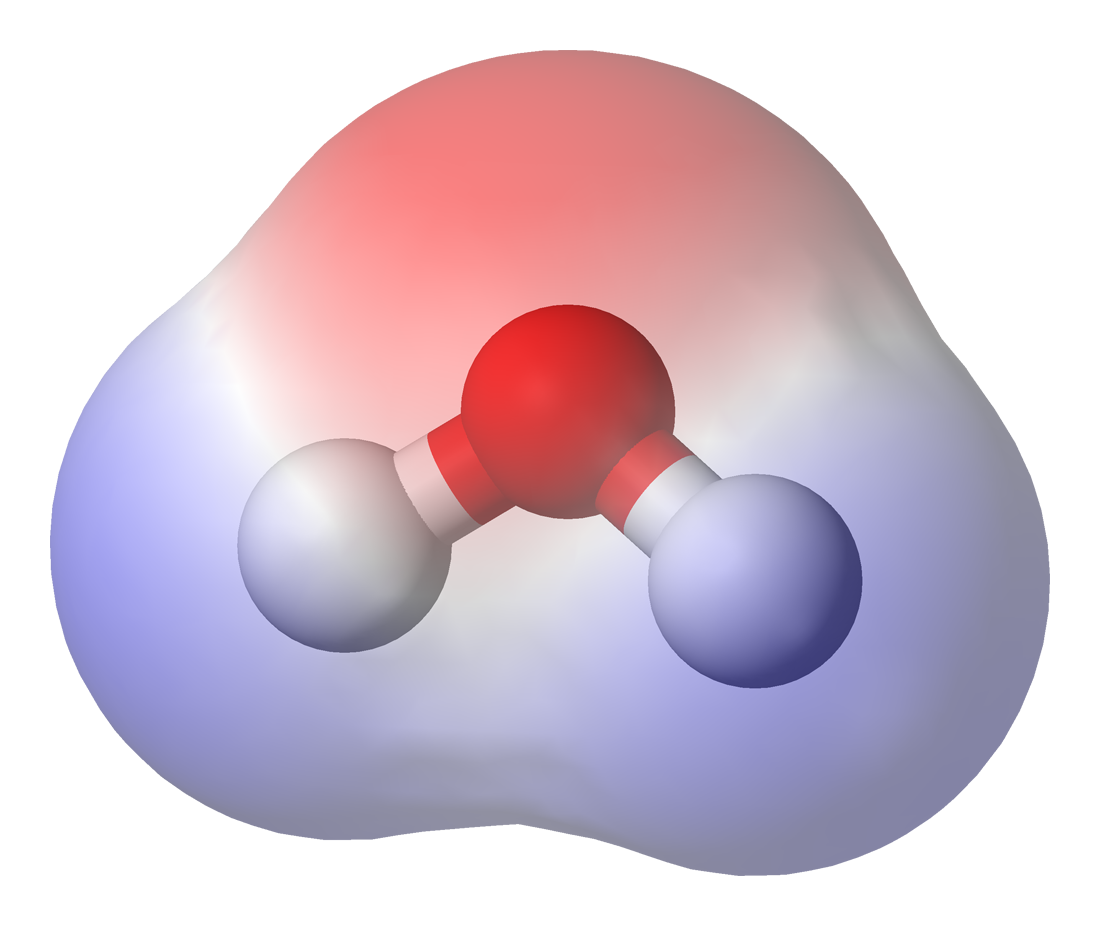
Molécula de água com as respetivas polaridades elétricas (vermelho: +; azul: -).

Águal ligada é a designação dada em ciência dos alimentos, em hidrologia e nas ciências do solo a uma camada molecular de água, extremamente fina, que se forma sobre superfícies hidrófilas, nomeadamente sobre minerais e mineraloides e outros materiais pulverizados e no interior de espaços onde ocorra capilaridade.

## Descrição
As moléculas de água têm uma forte polaridade elétrica, o que significa que há uma carga positiva muito forte num lado da molécula e uma carga negativa forte no outro. Isso faz com que as moléculas de água se liguem umas às outras e a outras superfícies carregadas, como os minerais do solo. As argilas e os complexos argilo-húmicos em particular tem uma alta capacidade de se ligar com moléculas de água.
A forte atração entre essas superfícies faz com que um filme de água extremamente fino (com poucas moléculas de espessura) se forme na superfície do mineral. Essas moléculas de água são muito menos móveis do que o restante da água no solo e têm efeitos significativos na permissividade dielétrica do solo e no processo de congelamento-descongelamento.
Na biologia molecular e na ciência alimentar, a água ligada refere-se à quantidade de água nos tecidos do corpo que está ligada a macromoléculas ou organelos. Na ciência dos alimentos, esta forma de água é praticamente indisponível para a atividade microbiana, portanto não sendo causadora da diminuição da qualidade ou aumento da probabilidade de desenvolvimento de organismos patógenos.